# Il subalpino: giornale di scienze, lettere ed arti
Il subalpino: giornale di scienze, lettere ed arti è stato un periodico italiano di Torino attivo dal 1836 al 1839.

## Storia
Il giornale, nato a Torino nel 1836, si propone di trattare una serie di discipline scientifiche e culturali, tra le quali filosofia, storia, archeologia, filologia, giurisprudenza, economia, scienze naturali, letteratura, arte. L’indice dei contributi originali è diviso per materia. Gli autori del giornale affermano di mirare al miglioramento dell’umanità e alla ricerca del bello, dell'utile e del vero, e di riconoscere l’importanza crescente della letteratura periodica in una fase storica in cui si tende ad abbandonare la costruzione di grandi sistemi di teorie e si predilige l’applicazione pratica dei principi. L'ultima pubblicazione risale al 1839.